# Megaleuctra saebat
Megaleuctra saebat is een steenvlieg uit de familie naaldsteenvliegen (Leuctridae). De wetenschappelijke naam van de soort is voor het eerst geldig gepubliceerd in 2002 door Ham & Bae.